# Hofje van Oorschot

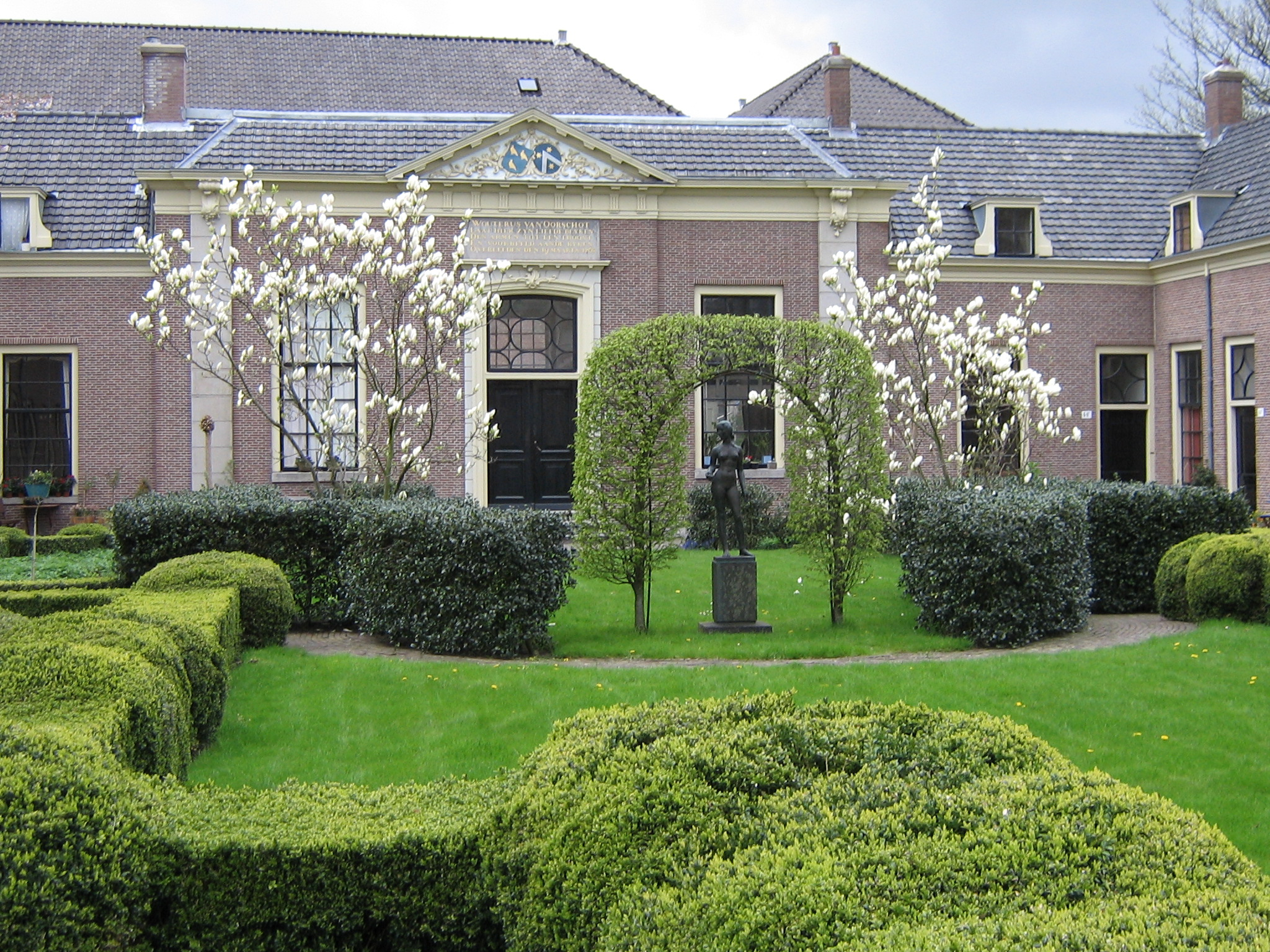
Hofje van Wouterus van Oorschot

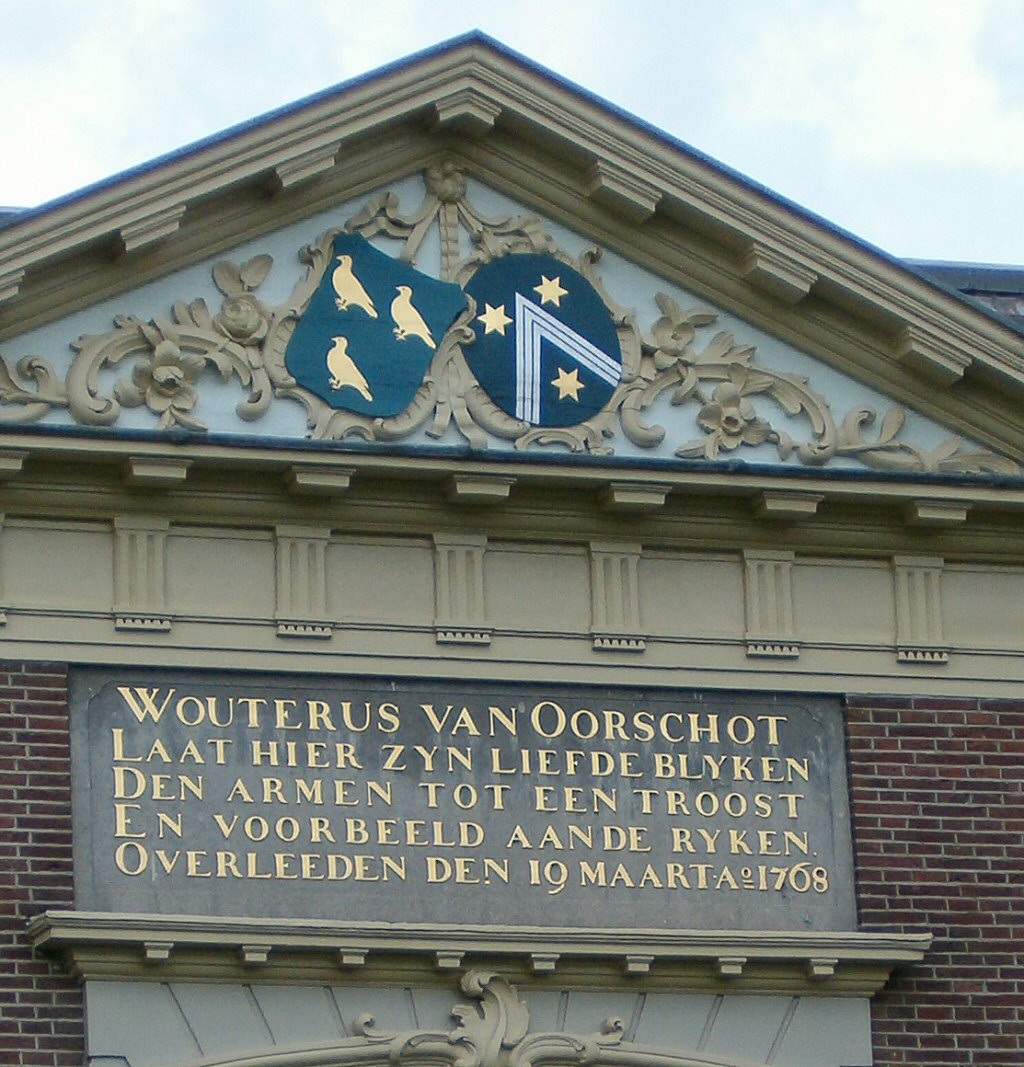
Wouterus van Oorschot
Laat hier zijn liefde blyken
Den armen tot een troost
En voorbeeld aan de ryken
Overleeden den 19 maart 1768

Het Hofje van Oorschot is een Haarlems hofje, dat dateert uit 1769 en zich in het centrum van Haarlem bevindt, aan de Kruisstraat nr. 44, op de hoek met Krocht.
Het Hofje van Oorschot is gebouwd in 1769 uit de nalatenschap van de Amsterdamse koopman Wouterus van Oorschot (1704-1768). Hij liet een bedrag na van 20.000 gulden, dit bleek onvoldoende om het hofje te realiseren. Uiteindelijk hebben de Staten van Holland 20.000 gulden bijgelegd en kon het hofje gebouwd worden.
De bouw van het hofje had nogal wat voeten in de aarde. Aan de overzijde van het te bouwen hofje woonden twee rijke stadsbestuurders die zich bemoeiden met de bouw. De bestuurders eisten dat er een mooie tuin aangelegd zou worden die afgesloten moest worden met een hek in rococostijl. De keus viel op rococostijl omdat ook de huizen van de bestuurders in die stijl waren gebouwd. Door de eisen van de bestuurders was de nalatenschap van Wouterus van Oorschot onvoldoende om het hofje te bouwen en zag het ernaar uit dat het hofje er niet zou komen, wat ook precies de bedoeling van de bestuurders was. Ondanks de bezwaren van de bestuurders, ging het stadsbestuur akkoord met de bouw van het Hofje van Oorschot. De Staten van Holland legden 20.000 gulden bij om een hofje te laten bouwen dat 'een sieraad voor de stad zou zijn'. De bouw startte in 1769. Het hofje van Oorschot was bedoeld voor arme vrouwen van 50 jaar en ouder die lid waren van de hervormde gemeente.
Het hofje is gebouwd rond een binnentuin, sinds 1973 staat in de tuin van het hofje een bronzen beeld van Eva (van Adam en Eva). Eva is ontworpen door beeldhouwer Johan Limpers. Het beeld stond van 1947 tot 1967 in het Kenaupark te Haarlem, vanwege vernielingen verhuisde Eva naar het Frans Halsmuseum. In 1973 kreeg het beeld, na restauratie, een plek in het Hofje van Oorschot tot het beeld in 1987 gestolen werd. De weduwe van Johan Limpers was nog in bezit van een model van Eva en er werd een replica gemaakt. De replica werd teruggeplaatst in het hof.
Het Hofje van Oorschot is anno 2024 gesloten voor publiek.
Bestaand:
Brouwershofje ·
Bruiningshofje ·
Frans Loenenhofje ·
Gravinnehof ·
Hofje Codde en Van Beresteijn ·
Hofje In den Groenen Tuin ·
Hofje van Bakenes ·
Hofje van Guurtje de Waal ·
Hofje van Loo ·
Hofje van Noblet ·
Hofje van Oorschot ·
Hofje van Staats ·
Hofje van Heythuysen ·
Johan Enschedé Hof ·
Luthers Hofje ·
Proveniershof ·
Remonstrants Hofje ·
Teylers Hofje ·
Vrouwe- en Antonie Gasthuys ·
Wijnbergshofje ·
Zuiderhofje
Verdwenen:
Aelbert Gerritsz. Fijnebuyckshofje ·
Blokshofje ·
Blokzeyldershofje ·
Boonhofje ·
Brammershofje ·
Bullenhofje ·
Comanshofje ·
Deymanshofje ·
Guurt Burethofje ·
Hofje de Dubbele Muts ·
Hofje de Hemelpoort ·
Hofje de Vijftien Kamers ·
Hofje der Twaalf Apostelen ·
Hofje Het Lam ·
Hofje van Bavo ·
Hofje van Gratie ·
Kenauhofje ·
Luciehofje ·
Pietershofje ·
Sint Annahofje ·
Sint Jans Koenen Gasthuishofje ·
Slickhofje ·
Solomonshofje ·
Twijndershofje ·
Vissershofje ·
Weeshuishofje